# Yandere Simulator
Yandere Simulator – skradankowa gra akcji tworzona przez amerykańskiego producenta gier Alexa Mahana, znanego pod pseudonimem YandereDev. Bohaterką gry jest obsesyjnie zakochana japońska uczennica Ayano Aishi nazywana również „Yandere-chan”, która podjęła się wyeliminowania każdego, kto według niej zagraża jej miłości.

## Fabuła i rozgrywka
Gracz wciela się w postać Ayano Aishi, znanej również jako Yandere-chan. Jest ona japońską uczennicą cierpiącą na szczególną przypadłość - odczuwa nieustanne poczucie pustki, gdy nie znajduje się w obecności obiektu swojej miłości, Taro Yamady. Rozgrywka obejmuje okres dziesięciu tygodni, podczas których w Taro zakochuje się dziesięć różnych dziewczyn. Celem gracza jest wyeliminowanie tych rywalek z życia Taro. Gra oferuje różnorodne metody realizacji tego celu, takie jak:
- Zabicie bronią
- Porwanie
- Otrucie
- Porażenie prądem
- Utopienie
- Zeswatanie z inną osobą
- Wydalenie ze szkoły
- Zaprzyjaźnienie się i przekonanie do odejścia od Taro

Poza głównym wątkiem fabularnym, gra umożliwia interakcje z innymi uczniami w szkole oraz udział w mini-grach. Gracz może również odwiedzać alejkę sklepową, gdzie ma możliwość zarabiania pieniędzy w kawiarence z pokojówkami oraz wydawania ich w sklepach na różnorodne przedmioty..

## Produkcja
Yandere Simulator zostało opracowane przez niezależnego twórcę gier używającego pseudonimu YandereDev, którego prawdziwe imię to Alex Mahan. Mieszka on w Temecula w Kalifornii.
1 marca 2017 roku YandereDev ogłosił partnerstwo z firmą tinyBuild, mające na celu pomoc w dopracowaniu, promocji i publikacji gry. Jednak 10 czerwca 2018 roku poinformował, że współpraca została zakończona w grudniu 2017 roku.
W 2020 roku ukazało się pierwsze oficjalne demo gry, zawierające pierwszą rywalkę Ayano - Osanę Najimi.
W październiku 2021 roku do gry został dodany tryb "1980s mode", będący prequelem do standardowego trybu. Przedstawia on historię Ryoby Aishi, matki Ayano, oferując podobną rozgrywkę co główna gra. Tryb ten zawiera opcjonalne efekty VHS i nową ścieżkę dźwiękową, co odróżnia go od głównej historii. Według YandereDeva, tryb ten został stworzony w celu stworzenia i przetestowania różnych systemów gry, co ma przyczynić się do szybszego rozwoju podstawowego trybu.
1 maja 2024 roku twórca udostępnił aktualizację gry zawierającą drugą rywalkę, Amai Odayakę.

## Kontrowersje

### Blokada gry na Twitch
W 2016 roku gra została dodana do listy zakazanych gier w serwisie streamingowym Twitch. W oświadczeniu przekazanym Kotaku, YandereDev obwinił za zakaz „zadufane w sobie ideologie”.

### Rozwój
Proces rozwoju gry spotkał się z krytyką ze strony części społeczności, którzy zarzucają twórcy zbyt powolne tempo prac. YandereDev odniósł się do tych zarzutów, wyjaśniając, że jego wizja gry ewoluowała na przestrzeni lat. Według niego, priorytetem stało się stworzenie sandboxowego środowiska oferującego wiele godzin nieliniowej rozgrywki, zamiast szybkiego wprowadzenia wszystkich 10 planowanych rywalek. Część społeczności kwestionuje to wyjaśnienie, argumentując, że ponad 10 lat to zbyt długi okres na produkcję gry tego typu.

### Oskarżenia o niewłaściwe zachowania wobec nieletnich
We wrześniu 2023 roku pojawiły się oskarżenia wobec Alexa Mahana o niewłaściwe zachowania w stosunku do 16-letniej dziewczyny. Oskarżenia te zostały upublicznione przez znajomą domniemanej ofiary, która udostępniła nagrania i zdjęcia rozmów między Mahanem a nieletnią.  W reakcji na te doniesienia, wiele osób związanych z projektem zdecydowało się od niego odejść, w tym Michaela Laws, aktorka głosowa Ayano. Mahan później przyznał, że prowadził "nieodpowiednie" rozmowy, zaprzeczył jednak, jakoby celowo próbował uwieść małoletnią.